# Томбелен
Томбелен (фр. Tombelaine) или Томблен — маленький приливный остров у побережья Нормандии во Франции, входит в коммуну Жене. Он лежит в нескольких километрах к северу от более известного Мон-Сен-Мишеля. При отливе остров можно посетить пешком (с экскурсией) с побережья Котантена или от самого Мон-Сен-Мишеля. Размеры острова — 250 на 150 метров, высшая точка — 45 метров над уровнем моря.

## Название
Следуя популярной этимологии, название острова происходит от слов "the tomb of Hélène", «гробница Елены», по имени принцессы Елены, дочери короля Хоэля, по легенде, погребенной на острове.
Название также могло произойти от tumulus belenis, переволимого как «курган Белена», кельтского божества, или от кельтских слов, означающих «маленькая гора», в противопоставление Мон-Сен-Мишелю.

## История
В XI столетии два монаха с Мон-Сен-Мишеля пребывали на острове отшельниками. В 1137 году Бернар дю Бек основал на острове монастырь, который со временем стал местом паломничества.
11 февраля 1423 года, в ходе Столетней войны, Томбелен был занят англичанами и использовался в качестве базы для атак на Мон-Сен-Мишель. В XVI веке, во время гугенотских войн, остров был в руках у лидера армии гугенотов Габриэля I де Монтгомери.
В 1666 году маркиз де ла Шастрье приказал разрушить фортификационные сооружения на острове, опасаясь, что они могут быть снова использованы англичанами.
Остров был приобретен государством в 1933 году и указом 1936 года объявлен историческим памятником. В 1985 году он стал птичьим заповедником.